# Humán 21-es kromoszóma
A 21-es kromoszóma egy a 24-féle humán kromoszóma közül. Egyike a 22 autoszómának.

## A 21-es kromoszóma jellegzetességei
- Bázispárok száma: 46 944 323
- Gének száma: 271
- Ismert funkciójú gének száma: 243
- Pszeudogének száma: 87
- SNP-k (single nucleotide polymorphism = egyszerű nukleotid polimorfizmus) száma: 131 740

## A 21-es kromoszómához kapcsolódó betegségek
Az O.M.I.M rövidítés az Online Mendelian Inheritance in Man, azaz Mendeli öröklődés emberben adatbázis oldalt jelöli, ahol további információ található az adott betegségről, génről.

| Patológia                                                  | Öröklődés | O.M.I.M        | Lokusz               | Gén | A gén által kódolt fehérje |
| ---------------------------------------------------------- | --------- | -------------- | -------------------- | --- | -------------------------- |
| Alzheimer-kór                                              |           | q21.3 – q22.05 |                      |     |                            |
| Amytrophic lateral sclerosis par déficit en SOD1 105400    |           | q22.1          |                      |     |                            |
| Poliendokrinopathia autoimmun 1-es típus                   |           | q22.3          |                      |     |                            |
| Bethlem myopathia                                          |           | q22.3          | COL6A1,COL6A2        |     |                            |
| Veleszületett domináns cataracta                           |           | q22.3          | CRYAA,CRYA1          |     |                            |
| Surdité non syndromique de perception récessive            |           | q22.3          | DFNB8                |     |                            |
| 21-es triszómia                                            |           | q22.3          | DCR,DSCR             |     |                            |
| Enterokináz deficiencia                                    |           | q21            | PRSS7,ENTK           |     |                            |
| Epilepszia, progresszív myoklonikus 1, 254800              |           | q22.3          |                      |     |                            |
| Hemolitikus anémia                                         |           | q22.3          |                      |     |                            |
| Holoproencephalia                                          |           | q22.3          | HPE1                 |     |                            |
| Homocisztinúria                                            |           | q22.3          | CBS                  |     |                            |
| Romano-Ward-szindróma                                      |           | q22.1 – q22.2  | KCNE1                |     |                            |
| Knobloch-szindróma                                         |           | q22.3          | KNO,KS               |     |                            |
| Myeloid leukémia                                           |           | q22.3          | CBFA2,AML1           |     |                            |
| 21-es triszómia leukémia                                   |           | q11.2          | TAM,MST              |     |                            |
| Leukocita adhézió deficiencia                              |           | q22.3          | ITGB2,CD18,LCAMB,LAD |     |                            |
| Többszörös karboxiláz deficiencia                          |           | q22.1          | HLCS, HCS            |     |                            |
| Thrombopathie familiale with associated myeloid malignancy |           | q22.1-q22.2    | FPDMM                |     |                            |
| Alzheimer-kór                                              |           | q21.3-q22.05   | APP,AAA,CVAP,AD1     |     |                            |
| Usher-szindróma type 1E                                    |           | q21            | USH1E                |     |                            |

## Lásd még
- Kromoszóma
- Genetikai betegség
- Genetikai betegségek listája